# Dolores Aguirre
Dolores Aguirre Ybarra (Berango (Vizcaya), 1935–Constantina (Sevilla), 12 de abril de 2013) fue propietaria de la ganadería de toros de su mismo nombre, y que regentó hasta su muerte. Esta ganadería, de origen Conde de la Corte - Atanasio Fernández, está considerada como una de las más importantes de este encaste.
Por su carácter y la singularidad de sus toros, algunos periodistas la consideraron como "la Margaret Tatcher de los ganaderos"

## Biografía
Dolores Aguirre Ybarra es heredera de una de las grandes familias empresariales de Bilbao, la familia Ybarra. Estudió en los centros escolares del Sagrado Corazón de Bilbao y de Pamplona.
En 1956, contrajo matrimonio con el empresario de origen alemán Federico Lipperheide, quien fuera vicepresidente del Banco de Vizcaya y de la Cámara de Comercio de Bilbao.
Aficionada a los toros, tuvo una estrecha relación con toreros como Antonio Ordóñez y llegó a adquirir una ganadería de toros bravos en 1977, la que regentó hasta su muerte. Tras su deceso, el también ganadero Victorino Martín, aseguraba que: "es una ganadera que ha dado dignidad y categoría a la cría del toro bravo, estaba en esto solo por afición y cariño al toro"

### Muerte
Afectada de una enfermedad degenerativa, la ganadera de Berango murió en Constantina el 12 de abril de 2013. Su faceta personal y ganadera fue reconocida de forma póstuma por el libro del escritor Eneko Andueza, titulado "Dolores Aguirre, palabra de ganadera" (2014).

## Ganadería
Antes de ser adquirido en 1977, había sido comprado por José Castellano, Duque de Eustaquio Parrilla. En 1949 se dividió la ganadería en dos lotes para sus hijos Julián y Antonio, siendo el lote de Antonio vendido a Pablo de la Serna Gil, con el hierro y divisas primitivos. 
En 1963 fue adquirida por Pilar Sánchez Cobaleda, variando el hierro, eliminando lo anterior y formándola con reses de Atanasio Fernández. En 1971 fue adquirida por la condesa de Donadío, que varió el hierro.
En 1977, Dolores Aguirre adquirió el lote. Posteriormente, en 1979 compró al Conde de la Corte un semental de nombre Alí, y otro llamado Tamaric. 
La ganadería de Dolores Aguirre es famosa en los encierros de los sanfermines, fiesta que se celebra anualmente en la ciudad de Pamplona, Navarra cada año del 7 al 14 de julio, por su bravura y peligrosidad.
| Predecesor: María Teresa Osborne | Ganadería de Dolores Aguirre 1977-2013 | Sucesor: María Isabel Lipperheide Aguirre |